# Ždánice (district de Žďár nad Sázavou)
Pour les articles homonymes, voir Ždánice.
Ždánice (en allemand : Schdanitz) est une commune du district de Žďár nad Sázavou, dans la région de Vysočina, en République tchèque. Sa population s'élevait à 237 habitants en 2020.

## Géographie
Ždánice se trouve à 3 km au nord du centre de Bystřice nad Pernštejnem, à 23,5 km au sud-sud-est de Žďár nad Sázavou, à 51 km au nord-est de Jihlava et à 145 km à l'est-sud-est de Prague.
La commune est limitée par Písečné et Bystřice nad Pernštejnem au nord, et par Bystřice nad Pernštejnem à l'est, au sud et à l'ouest.

## Histoire
La première mention écrite de la localité date de 1287.

## Transports
Par la route, Ždánice se trouve à 4 km de Bystřice nad Pernštejnem, à 28 km de Žďár nad Sázavou, à 64 km de Jihlava et à 164 km de Prague.